# Hokej na ledu na Zimskih olimpijskih igrah 2006
Hokej na ledu je bil na Zimskih olimpijskih igrah 2006 enaindvajsetič olimpijski šport, tretjič je potekal tudi za ženske. Hokejski olimpijski turnir je potekal med 11. in 26. februarjem 2006. Zlato medaljo je v moški konkurenci osvojila švedska reprezentanca, srebrno finska, bronasto pa češka, v konkurenci dvanajstih reprezentanc, na ženskem hokejskem olimpijskem turnirju pa je zlato medaljo osvojila kanadska reprezentanca, srebrno švedska, bronasto pa ameriška, v konkurenci osmih reprezentanc.

## Moški
| Zlato | Srebro | Bron |
| Švedska | Finska | Češka |
| Daniel Alfredsson Per Johan Axelsson Christian Bäckman Peter Forsberg Mika Hannula Niclas Havelid Tomas Holmström Jörgen Jönsson Kenny Jönsson Niklas Kronwall Nicklas Lidström Stefan Liv Henrik Lundqvist Fredrik Modin Mattias Öhlund Samuel Påhlsson Mikael Samuelsson Daniel Sedin Henrik Sedin Mats Sundin Mikael Tellqvist Daniel Tjärnqvist Henrik Zetterberg | Niklas Bäckström Aki Berg Niklas Hagman Jukka Hentunen Jussi Jokinen Olli Jokinen Niko Kapanen Mikko Koivu Saku Koivu Lasse Kukkonen Antti Laaksonen Jere Lehtinen Toni Lydman Antti-Jussi Niemi Ville Nieminen Antero Niittymäki Fredrik Norrena Petteri Nummelin Teppo Numminen Ville Peltonen Jarkko Ruutu Sami Salo Teemu Selänne Kimmo Timonen | Milan Hnilička Dušan Salfický Tomáš Vokoun Dominik Hašek František Kaberle Tomáš Kaberle Filip Kuba Pavel Kubina Marek Malík Jaroslav Špaček Marek Židlický Jan Bulis Petr Čajánek Martin Erat Milan Hejduk Aleš Hemský Jaromír Jágr Aleš Kotalík Robert Lang Rostislav Olesz Václav Prospal Martin Ručinský Martin Straka David Výborný |

### Končni vrstni red
1. Švedska
2. Finska
3. Češka
4. Rusija
5. Slovaška
6. Švica
7. Kanada
8. ZDA
9. Kazahstan
10. Nemčija
11. Italija
12. Latvija

## Ženske
| Zlato | Srebro | Bron |
| Kanada | Švedska | ZDA |
| Becky Kellar Colleen Sostorics Charline Labonte Cherie Piper Cheryl Pounder Caroline Ouellette Danielle Goyette Jayna Hefford Jennifer Botterill Hayley Wickenheiser Kim St-Pierre Vicky Sunohara Cassie Campbell Gillian Ferrari Carla MacLeod Meghan Agosta Gillian Apps Gina Kingsbury Sarah Vaillancourt Katie Weatherston | Cecilia Andersson Gunilla Andersson Jenni Asserholt Ann-Louise Edstrand Joa Elfsberg Emma Eliasson Erika Holst Nanna Jansson Ylva Lindberg Jenny Lindqvist Kristina Lundberg Kim Martin Frida Nevalainen Emilie O'Konor Maria Rooth Danijela Rundqvist Therese Sjölander Katarina Timglas Anna Vikman Pernilla Winberg | Pam Dreyer Chanda Gunn Courtney Kennedy Angela Ruggiero Lyndsay Wall Helen Resor Caitlin Cahow Molly Engstrom Jamie Hagerman Krissy Wendell Kim Insalaco Jenny Potter Julie Chu Kelly Stephens Kathleen Kauth Kristin King Katie King Natalie Darwitz Tricia Dunn-Louma Sarah Parsons |

### Končni vrstni red
1. Kanada
2. Švedska
3. ZDA
4. Finska
5. Nemčija
6. Rusija
7. Švica
8. Italija